# Spriggina
Spriggina foi um gênero de vermes cefalozoários primitivos que viveram no período Ediacarano, nos oceanos da Austrália, junto de outros animais primitivos como Dickinsonia. O invertebrado não tem nenhuma ligação com algum tipo de animal existente hoje, sendo relacionado apenas com alguns animais posteriores na sua época geológica.

## Descrição
Spriggina foi descoberto em 1958, por paleontólogos australianos, no sul da Austrália, em uma pedra. O fóssil ajudou a entender a evolução dos vertebrados do proterozoico e cambriano. Tem parentes próximos da sua época, e um deles é o Cyanorus, um invertebrado similar a uma trilobita, mas com o corpo mais fragmentado.

## Evolução
O Spriggina não tem um exato ancestral, até porque ele deu origem a artrópodes de tempos distantes e próximos. Tem uma estimativa de 20mm de comprimento, um tamanho relativamente comum para o seu tempo, mas após milhares de anos evolutivos, o Spriggina pode ter tido parentes com um tamanho maior do que 20mm.

## Distribuição
O animal não tem muitos fósseis conhecidos hoje em dia, até porque o registro fóssil não é variado no gênero. Quando vivo, tinha traços semelhantes a aranhas e escorpiões.